# Loboda kamenjarka
Loboda kamenjarka (kamenjarska loboda, turica mala, lat. Chenopodiastrum murale) godišnja cvjetnica iz porodice štirovki, nekada uključivana u rod loboda (Chenopodium). Raširena je po Europi (uključujući Hrvatsku), sjevernim dijelovima Afrike, i u Aziji, od Cejlona i Indije do Crnog mora i Sredozemlja.
Naraste do 90 cm visine.

## Sinonimi
- Atriplex muralis (L.) Crantz
- Chenopodium biforme Nees
- Chenopodium chamrium Buch.-Ham.
- Chenopodium congestum Hook.f.
- Chenopodium flavum Forssk.
- Chenopodium gandhium Buch.-Ham.
- Chenopodium guineense Jacq.
- Chenopodium ilicifolium Griff.
- Chenopodium longidjawense Peter
- Chenopodium lucidum Gilib.
- Chenopodium maroccanum Pau
- Chenopodium murale L.
- Chenopodium murale var. angustatum Fenzl
- Chenopodium murale var. biforme (Nees) Moq.
- Chenopodium murale var. latifolium Fenzl
- Rhagodia baccata var. congesta (Hook.f.) Hook.f.
- Rhagodia billardierei var. congesta (Hook.f.) Benth.
- Rhagodia congesta (Hook.f.) Moq.
- Vulvaria trachisperma Bubani